# Pablo Zalba Bidegain
Pablo Zalba Bidegain (ur. 28 stycznia 1975 w Pampelunie) – hiszpański ekonomista i polityk, poseł do Parlamentu Europejskiego VII i VIII kadencji.

## Życiorys
Uzyskał licencjat z dziedziny zarządzania i przedsiębiorczości na Uniwersytecie Nawarry, później kształcił się m.in. w dziedzinie ekonomii na University of Leicester oraz w London Business School. Pracował jako dyrektor handlowy w spółce Sic Lázaro. W 2008 przystąpił do lokalnego oddziału PP. W wyborach europejskich w 2009 kandydował z 8. miejsca krajowej listy Partii Ludowej jako jej „nowa twarz”. W PE VII kadencji został członkiem grupy Europejskiej Partii Ludowej oraz Komisji Handlu Międzynarodowego. W 2014 uzyskał reelekcję na kolejną kadencję Europarlamentu. W 2016 został prezesem banku publicznego Instituto de Crédito Oficial.